# Chilonopsis subtruncatus
Chilonopsis subtruncatus fue una especie de molusco gasterópodo de la familia Subulinidae en el orden de los Stylommatophora.

## Distribución geográfica
Fue endémica de Santa Elena.